# Paul Sommer (Großdechant)
Paul Sommer (* 8. Dezember 1917 in Posen, Provinz Posen; † 26. März 1983 in Bielefeld) war ein deutscher römisch-katholischer Geistlicher und Großdechant für Priester und Gläubige der ehemaligen Grafschaft Glatz, die bis 1972 zum Erzbistum Prag gehörte.

## Leben und Werk
Paul Sommer war das erste von fünf Kindern der Eheleute Paul Sommer und Berta, geborene Brosig. Da ihre Vorfahren aus Neurode stammten, zogen sie nach dem Ersten Weltkrieg 1918 dorthin. Nach dem Besuch der Volks- und Oberschule in Neurode war Paul Sommer bis zum Abitur Schüler des Katholischen Gymnasiums und zugleich aktives Mitglied im Bund Neudeutschland. Anschließend studierte er für das Erzbistum Prag Katholische Theologie an der Universität Breslau und ab 1939 drei Semester an der Universität Wien. Am 20. Dezember 1941 wurde er in der Kapelle des Priesterseminars in Breslau durch Kardinal Adolf Bertram zum Priester für das Erzbistum Prag geweiht. Seine Primiz feierte er am 26. Dezember 1941 in der St.-Nikolaus-Kirche in Neurode. Ab 1942 war er Kaplan an der St.-Martins-Pfarrkirche in Schönfeld im Landkreis Habelschwerdt und anschließend Pfarrvikar der Filialkirche St. Peter und Paul in Lauterbach. Dort widmete er sich besonders der Jugendarbeit. Zusammen mit seiner Gemeinde wurde er nach dem Übergang des größten Teils Schlesiens infolge des Zweiten Weltkriegs an Polen im September 1946 nach Westdeutschland vertrieben. Nach Aushilfstätigkeiten im Emsland und Schleswig-Holstein wurde ihm im Juni 1947 eine Stelle als Flüchtlingsseelsorger und später als Pfarrvikar in Holsen zugewiesen.
Am 15. August 1977 wurde er vom Vorsitzenden der Deutschen Bischofskonferenz Joseph Kardinal Höffner zum Großdechanten und Apostolischen Visitator für Priester und Gläubige der Grafschaft Glatz ernannt. Damit war er Mitglied der Bischofskonferenz und berechtigt, die Pontifikalien zu tragen. Drei Monate später wurde er Päpstlicher Ehrenprälat, und 1982 ernannte ihn Papst Johannes Paul II. zum Apostolischen Protonotar. Nach einer schweren Erkrankung starb er am 26. März 1983 im Franziskus-Hospital in Bielefeld. Sein Grab befindet sich auf dem Friedhof in Holsen.

## Publikationen
- Personalschematismus des katholischen Klerus aus der Grafschaft Glatz. Hamm 1978
- Katholische Kirchenlieder aus der Grafschaft Glatz. Paderborn 1978